# صفيراء جصية
صفيراء جصية (الاسم العلمي:Sophora gypsophila) هي نوع من النباتات يتبع جنس الصفيراء من الفصيلة البقولية.